# Мігель Анхель Санторо
Мігель Анхель Санторо (ісп. Miguel Ángel Santoro, нар. 27 лютого 1942, Саранді) — аргентинський футболіст, що грав на позиції воротаря. По завершенні ігрової кар'єри — тренер.
Виступав, зокрема, за клуб «Індепендьєнте» (Авельянеда), а також національну збірну Аргентини.

## Клубна кар'єра
У дорослому футболі дебютував 1962 року виступами за команду клубу «Індепендьєнте» (Авельянеда), в якій провів дванадцять сезонів, взявши участь у 343 матчах чемпіонату, що є рекордним показником для воротарів цього клубу. Більшість часу, проведеного у складі «Індепендьєнте», був основним голкіпером команди. Протягом років, проведених у команді з Авельянеди, чотири рази ставав чемпіоном Аргентини, чотири рази здобував Кубок Лібертадорес, а 1973 року ставав володарем Міжконтинентального та Міжамериканського кубків.
1974 року у послугах досвідченого голкіпера зацікавився іспанський «Еркулес», в якому Санторо провів наступні три сезони, після чого 1977 року оголосив про завершення ігрової кар'єри.

## Виступи за збірну
1965 року дебютував в офіційних матчах у складі національної збірної Аргентини. Протягом кар'єри у національній команді, яка тривала 10 років, провів у формі головної команди країни 14 матчів, пропустивши 11 голів.
За роки виступів у збірній так й не став її основним воротарем, програючи конкуренцію іншим гравцям цього амплуа. Сама ж збірна за ці роки лише двічі пробивалася до фінальних частин чемпіонатів світу. При цьому 1966 року Санторо навіть не було включено до заявки збірної Аргентини, а за вісім років, на мундіаль 1974 року у ФРН він таки поїхав, проте ворота аргентинців у всіх матчах цього турніру захищав Даніель Карневалі з «Чакаріта Хуніорс».

## Кар'єра тренера
Завершивши виступи на футбольному полі, повернувся на батьківщину, де зайнявся підготовкою воротарів у рідному для себе клубі «Індепендьєнте» (Авельянеда).
Протягом наступних років неодноразово на короткий час виконував обов'язки головного тренера команди, поки керівництво клубу шукало нових спеціалістів на цю посаду та вело з ними перемовини.
З жовтня 2008 року працював повноцінним головним тренером команди, проте залишив цю посаду вже у березні наступного року. 

## Титули
«Індепендьєнте»
- Чемпіонат Аргентини: 1963, Насьйональ 1967, Метрополітано 1970, Метрополітано 1971
- Кубок Лібертадорес: 1964, 1965, 1972, 1973
- Міжконтинентальний кубок: 1973
- Міжамериканський кубок: 1973